# Diaphanosoma dubia
Diaphanosoma dubia är en kräftdjursart som beskrevs av Manuilova 1964. Diaphanosoma dubia ingår i släktet Diaphanosoma och familjen Sididae. Inga underarter finns listade i Catalogue of Life.